# Premierzy Wybrzeża Kości Słoniowej

## Lista premierów
| Osoba                                                  | Osoba   | Osoba                              | Kadencja             | Kadencja             | Partia polityczna |
| #                                                      | Portret | Imię i Nazwisko                    | Od                   | Do                   | Partia polityczna |
| ------------------------------------------------------ | ------- | ---------------------------------- | -------------------- | -------------------- | ----------------- |
| 1                                                      |         | Félix Houphouët-Boigny (1905–1993) | 7 sierpnia 1960      | 27 listopada 1960    | PDCI–RDA          |
| urząd zniesiony (27 listopada 1960 – 7 listopada 1990) |         |                                    |                      |                      |                   |
| 2                                                      |         | Alassane Ouattara (1942–)          | 7 listopada 1990     | 11 grudnia 1993      | RDR               |
| 3                                                      |         | Daniel Kablan Duncan (1943–)       | 11 grudnia 1993      | 24 grudnia 1999      | PDCI–RDA          |
| wakat (24 grudnia 1999 – 18 maja 2000)                 |         |                                    |                      |                      |                   |
| 4                                                      |         | Seydou Diarra (1933–2020)          | 18 maja 2000         | 27 października 2000 | bezpartyjny       |
| 5                                                      |         | Affi N'Guessan (1953–)             | 27 października 2000 | 10 lutego 2003       | FPI               |
| (4)                                                    |         | Seydou Diarra (1933–2020)          | 10 lutego 2003       | 7 grudnia 2005       | bezpartyjny       |
| 6                                                      |         | Charles Konan Banny (1942–2021)    | 7 grudnia 2005       | 4 kwietnia 2007      | bezpartyjny       |
| 7                                                      |         | Guillaume Soro (1972–)             | 4 kwietnia 2007      | 13 marca 2012        | MPCI              |
|                                                        |         | Gilbert Marie N’gbo Aké (1955–)    | 6 grudnia 2010       | 11 kwietnia 2011     | FPI               |
| 8                                                      |         | Jeannot Ahoussou-Kouadio (1951–)   | 13 marca 2012        | 21 listopada 2012    | PDCI–RDA          |
| (3)                                                    |         | Daniel Kablan Duncan (1943–)       | 21 listopada 2012    | 10 stycznia 2017     | PDCI–RDA          |
| 9                                                      |         | Amadou Gon Coulibaly (1959–2020)   | 10 stycznia 2017     | 8 lipca 2020         | RDR               |
| 10                                                     |         | Hamed Bakayoko (1965-2021)         | 30 lipca 2020        | 10 marca 2021        | RDR               |
| –                                                      |         | Patrick Achi (1955-)               | 10 marca 2021        | 30 marca 2021        | RDR               |
| 11                                                     |         | Patrick Achi (1955-)               | 30 marca 2021        | 6 października 2023  | RDR               |
| 12                                                     |         | Robert Beugré Mambé (1952-)        | 16 października 2023 |                      | RDR               |